# Dekanat Ingolstadt
Das Dekanat Ingolstadt ist eine Verwaltungseinheit der römisch-katholischen Kirche im Bistum Eichstätt. Im Dekanat leben rund 60.000 Katholiken auf etwa 120 km². Territorial umfasst das Dekanat den zum Bistum Eichstätt gehörenden Teil von Ingolstadt und einige angrenzende Gemeinden. Es wurde am 12. Juni 2011 gegründet. Dekan ist Klaus Meyer. Es gehören 20 Pfarreien zum Dekanat Ingolstadt. Am Ostersonntag, dem 16. April 2017 wurde das Dekanat in dreizehn Pastoralräumen organisiert.

## Liste der Pfarreien
- Pfarrverband Ingolstadt St. Josef-St. Konrad-St. Martin
  - St. Josef
  - St. Konrad
  - St. Martin
- Pfarrverband Ingolstadt St. Anton-St. Salvator
  - St. Anton
  - St. Salvator (Unsernherrn)
- Pfarrverband Communio Ingolstadt-West
  - St. Christophorus
  - Gerolfing
  - Mühlhausen
  - Pettenhofen
- Pfarrverband Hepberg-Lenting-Wettstetten (HeLeWe)
  - Hepberg
  - Lenting
  - Wettstetten
- Pfarrei Ingolstadt St. Pius
  - St. Pius
- Pfarrverband Ingolstadt St. Augustin-St. Canisius
  - St. Augustin
  - St. Monika
  - St. Canisius (Ringsee)
- Pfarrei Ingolstadt Liebfrauenmünster und St. Moritz
  - Zur Schönen Unserer Lieben Frau (Liebfrauenmünster und St. Moritz)
- Pfarrei Ingolstadt Herz Jesu
  - Herz Jesu
- Pfarrverband Etting-Haunstadt
  - St. Peter
  - St. Willibald (Oberhaunstadt)